# Gunong Kupok
Gunong Kupok is een bestuurslaag in het regentschap Nagan Raya van de provincie Atjeh, Indonesië. Gunong Kupok telt 215 inwoners (volkstelling 2010).